# Cyrtonops simplicipes
Cyrtonops simplicipes là một loài bọ cánh cứng trong họ Cerambycidae.